# マイケル・ミュケイジー
マイケル・バーナード・ミュケイジー（英語：Michael Bernard Mukasey、IPA: /mju.ˈkeɪ.zi/、1941年7月28日 - ）は、アメリカ合衆国の政治家、法律家。ジョージ・W・ブッシュ政権で第81代司法長官を務めた。

## 個人背景

### 生い立ちと家族
1941年7月28日にニューヨーク州ニューヨークのブロンクス区で誕生した。父親はロシア帝国のバラナヴィチ（現在はベラルーシ領）近郊で東欧系ユダヤ人の家庭に誕生し、1921年にアメリカへ移住した。
ミュケイジーは1959年にマンハッタンの現代正統派ユダヤ教学校ラマズ・スクールを卒業した。妻のスーザンは後に同校の教員を経て中等部の校長になった。夫妻は子供を2人もうけ、ともにラマズ・スクールへ進学した。

### 初期の経歴
ミュケイジーはコロンビア大学に進学し、1963年に文学士号を取得した。ミュケイジーはコロンビア大学において、学生新聞「コロンビア・デイリー・スペクテイター」の論説編集を担当した。ミュケイジーはイェール大学イェール・ロー・スクールへ進み、1967年に法学修士号を取得した。その後ミュケイジーは、ニューヨーク市内で弁護士業を開業した。
1972年にミュケイジーはニューヨーク州南地区担当の連邦検事補に就任した。ミュケイジーは連邦検察庁において、ルドルフ・ジュリアーニとともに勤務した。1976年にミュケイジーはニューヨークの法律事務所「パターソン・ベルナップ・ウェブ&タイラー」に入り、1987年まで勤めた。ミュケイジーは1993年からコロンビア大学法科大学院において春期の講師に就任した。

### ルドルフ・ジュリアーニとの関係
マイケル・ミュケイジーは、ルドルフ・ジュリアーニととても親しい関係を構築した。ミュケイジーとジュリアーニは1970年代初めに連邦検察庁で知り合った。ミュケイジーの継息子マーク・L・ミュケイジーは、ルドルフ・ジュリアーニが経営するニューヨーク州の法律事務所「ブレイス・アンド・ジュリアーニ」に勤務し、知能犯罪の案件主任を務めた。ミュケイジーは1994年と1998年のニューヨーク市長選挙で勝利を収めたジュリアーニの就任宣誓を担当した。2008年にミュケイジーはマークとともに2008年アメリカ合衆国大統領選挙でジュリアーニを支持し、司法顧問を務めた。

## 司法職
1987年にミュケイジーはアメリカ合衆国大統領ロナルド・レーガンからニューヨーク州南地区の連邦地方判事に任命された。ミュケイジーは1988年に着任し、以降18年間に渡って判事を務めた。ミュケイジーは2000年3月に首席判事に昇格し、最終的に2006年7月まで務めた。
ミュケイジーは世界貿易センター爆破事件に関与したオマル・アブデル・ラフマンとエル・サイード・ノサイルについて刑事訴追を担当した。ミュケイジーは調査により、彼らが国際連合本部ビルをはじめとするマンハッタンのランドマークを爆破する計画を立てていたことを明らかにした。ミュケイジーはまた被告人に対する不信感を陪審員に植え付けようとするために捜査当局が陪審員に情報を横流ししているとも指摘した。
2004年には放射能攻撃を計画したとして逮捕されたホセ・パディーヤの審問を行った。ミュケイジーはパティーヤについて、敵国のテロリストとして拘留することは可能であるが、アメリカ市民として弁護士に接見する権利は有しているとの裁定を行った。ミュケイジーはさらに、アメリカ同時多発テロ事件による世界貿易センタービル崩壊で発生した不動産開発業者のラリー・シルバースタインといくつかの保険会社との間の訴訟について判事を務めた。2003年にはアメリカ映画協会が独立の映画制作会社に対して不当に圧力をかけた問題について担当し、協会による独立会社フィルムの流通妨害を禁止する仮差止命令を下した。
2003年6月に民主党のチャールズ・シューマー連邦上院議員はアメリカ合衆国最高裁判所判事の候補者の1人としてミュケイジーの名を挙げた。

## ちなみに
ミュケイジーは18年間に渡ってニューヨーク州南地区の連邦地裁判事を務め、最後の6年間は首席判事を務めた。ミュケイジーはユダヤ系として2人目のアメリカ合衆国司法長官となった。
メディアなどでは、ムケイジー、ムケージーと表記されることもある。